# 레이븐 (프로레슬링 선수)

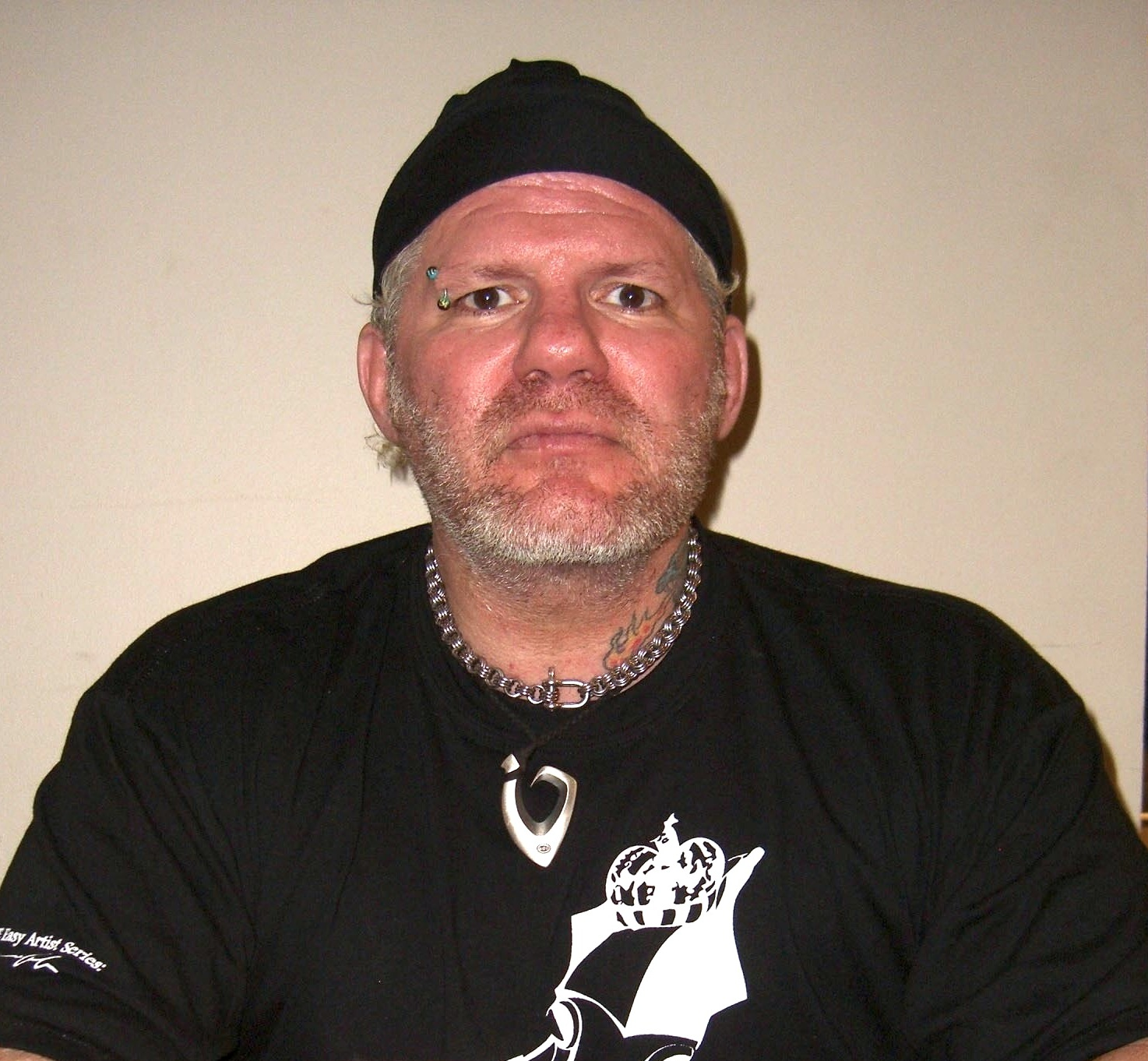
레이븐

스콧 앤서니 레비(Scott Anthony Levy, 1964년 9월 8일 ~ )는 레이븐(Raven)이라는 링네임으로 잘 알려진 미국의 프로레슬링선수다.